# Ярошенко Семен Петрович
Професор Семе́н Петро́вич Яроше́нко (28 грудня 1846 (9 січня 1847), Херсон, Російська імперія — 11 (24) червня 1917, Одеса, Херсонська губернія, Російська імперія) — політичний діяч і математик.  Доктор наук. Гласний Одеської міської думи у трьох скликаннях, міський голова Одеси з 2 по 11 травня 1905 року. Ректор Імператорського Новоросійського університету (сьогодні – Одеський національний університет імені І. І. Мечникова) (1881—1890). Нагороди: ордени Св. Станіслава II ступеня, Св. Анни II ступеня, срібна медаль в пам’ять царювання імператора Олександра III.

## Життєпис
Народився 28 грудня 1846 р. в місті Херсон, в сім'ї вільного штурмана. Після закінчення Херсонської гімназії в 1863 р., навчався в Рішельєвському ліцеї в Одесі. В 1864 р. вступив до фізико-математичного факультету Київського університету Святого Володимира, а з відкриттям у 1865 р. Імператорського Новоросійського університету перевівся в Одесу на 2 курс математичного відділення. Після закінчення університету став першим стипендіатом, за пропозицією  профессора К. І. Карастельова залишеним у 1868 р. на рік для підготовки до професорського звання. 1869 р. вже за пропозицією професора Є. Ф. Сабініна Рада університету запропонувала йому стипендію ще на рік.
1870 р. – доцент кафедри чистої математики. 1870 р. – секретар фізико-математичного факультету.
1873 р. – понадштатний ординарний професор, а 1876 р. – ординарний професор чистої математики Новоросійського університету.
1874—1875 рр. провів за кордоном у відрядженні. 
З 1875 р. впродовж трьох років редагує «Записки Императорского Новороссийского Университета» (ЗИНУ). 
В 1876 р. – засновник Математичного відділення Новоросійського товариства природознавців. 
З 1881 по 1890 рр. – ректор Імператорського Новоросійського університету. 
1895 р. йому надано звання заслуженого професора. 
У 1904 р. брав участь у ІІІ з’їзді Міжнародного математичного союзу (Гейдельберг). 
Голова правління громадської організації «Товариство взаємного кредиту». Протягом двох чотириріч був гласним Одеської міської думи, а в 1905 р. обраний на третє чотириріччя. У Думі очолював «прогресивної партії, об'єднаних найкращих міських діячів». 
В університеті читав лекції як приватний викладач, хоча плати не отримував. У 1905 р. генерал-губернатор К. Карангозов за «шкідливу діяльність» вислав Ярошенко у Вологодську губернію.
У 1907 році Ярошенко повернувся до Одеси і знову зайняв пост голови 1-го товариства взаємного кредиту. Йому дорікали в сухості та формалізмі як у веденні справ цього банку, так і по відношенню до службовців.
Семен Ярошенко помер 10 червня 1917 року в Одесі. За заповітом професора, після смерті, його власна бібліотека перейшла до фондів Наукової бібліотеки університету.
Був похований на Першому Християнському цвинтарі Одеси. 1937 року комуністичною владою цвинтар було зруйновано. На його місці був відкритий «Парк Ілліча» з розважальними атракціонами, а частина була передана місцевому зоопарку. Нині достеменно відомо лише про деякі перепоховання зі Старого цвинтаря, а дані про перепоховання Ярошенка відсутні.

## Наукова діяльність
Математичні здібності проявились вже в першій науковій роботі, присвяченій особливим розв’язкам диференціальних рівнянь. Ця робота, написана як випускна, була удостоєна золотої медалі, а її автор – ступеня кандидата.
У 1870 р. першим в університеті захистив магістерську дисертацію «О разыскании особенных решений дифференциальных уравнений первого порядка». В своїй магістерській роботі він дав критичний огляд методів знаходження особливих розв’язків звичайних диференціальних рівнянь, що були розроблені такими відомими математиками як П. С. Лаплас, Ж. Л. Лагранж, С. Д. Пуассон та ін., і запропонував методи знаходження особливих розв’язків рівнянь з частинними похідними першого порядку. 
У 1871 р. першим в університеті захистив докторську дисертацію «Теория определителей и ее приложения», мета якої, за його словами, «...дать строго научное изложение избранного вопроса». В цій роботі він виклав, за висловом офіційних опонентів професорів К. І. Карастельова та Є. Ф. Сабініна, «свои собственные доказательства
многих весьма трудных предложений». Після захисту дисертації одержав ступінь доктора чистої математики і зразу ж був обраний екстраординарним професором. 
У 1873 р. було опубліковано роботу «Начала новой геометрии». Це перша в тодішній російській математичній літературі робота, присвячена проективній геометрії, в якій дано загальнодоступний виклад основних понять цієї науки. 

## Наукові праці
- О разыскании особенных решений дифференциальных уравнений в частных производных первого порядка / С. П. Ярошенко // Мат. сб. — 1870. — Т. 5, вып. 4. — С. 383-413;
- О разыскании особенных решений дифференциальных уравнений первого порядка / С. П. Ярошенко // Записки Императорского Новороссийского университета. — 1870. — Т. 5. — С. 1-110.
- Теория рядов : лекции, читаемые в Новороссийском университете в 1870/71 учебном году / С. П. Ярошенко. — Одесса, 1871. — 106 с.
- Теория определителей и ее приложения. Ч. 1. / С. П. Ярошенко. — Одесса, 1871. —159 с.
- Начала новой геометрии / С. П. Ярошенко // Записки Императорского Новороссийского университета. — 1873. – Т. 9. — С. 1-112 ; Т. 10. — С. 113-191.
- Алгебраические операции в области элементарных геометрических форм / С. П. Ярошенко // Записки Математического отделения Новороссийского общества естествоиспытателей. — 1878. — Т. 1. — С. 1-39.
- Аналитическая геометрия : лекции / С. П. Ярошенко. — Одесса, 1882. — 80 с.
- Проективная геометрия / С. П. Ярошенко // Записки Императорского Новороссийского университета. — 1878. — Т. 27. — С. 1-48 ; 1879. — Т. 28. — С. 49-112 ; 1880. — Т. 30. — С.113-192 ; Т. 31. — С. 193-240 ; 1889. — Т. 50. — С. 241-260.
- К теории способа наименьших квадратов / С. П. Ярошенко // Записки Императорского Новороссийского университета. — 1893. — Т. 58. — С. 93-208.
- Некоторые теоремы из теории определителей / С. П. Ярошенко // Записки Императорского Новороссийского университета.— 1893. — Т. 61. — С. 93-606.